# Castel Campanile
Castel Campanile era un antico casale dell'agro romano ora frazione facente parte del comune di Fiumicino.

## Storia
Le prime notizie del territorio si hanno nel 1239 in una bolla di papa Gregorio IX quando il Castrum Campanilis viene elencato tra le dipendenze del vescovo di Porto e Santa Rufina, successivamente appare come appartenente, tra le altre tenute dei dintorni, alla potente famiglia romana trasteverina dei Normanni-Alberteschi che lo tennero fino all'estinzione di questi negli Anguillara. Nel XVI secolo appartenne ai Cenci per passare successivamente ai Borghese con una estensione di 565 rubbia pari a circa 1017 ettari.
 Parte del territorio noto come tenimento di San Lorenzo di Castel Campanile confinante con il territorio di Ceri, appartenne all'Ordine dei Templari per passare alla precettoria di Santa Maria del Priorato o de Aventino dell'Ordine di Malta.

All'interno della tenuta è presente il Castellaccio, avanzi di una struttura fortificata da riferire al castrum novum edificato dai discendenti di Alberto dei Normanni nel XIII secolo. 

Nel catasto annonario di fine secolo XVIII confinava con il territorio di Ceri e con le tenute di Torrimpietra, Palidoro e Tragliatella.